# 四日市港管理組合
四日市港管理組合(よっかいちこうかんりくみあい)は、四日市港の管理を目的として、三重県と四日市市の出資で1966年（昭和41年）4月1日に設立された特別地方公共団体（一部事務組合）である。
組合の経費については、三重県が55.6%を、四日市市が44.4%を、それぞれ負担する。

## 組織
本組合は、普通地方公共団体に準じて、執行機関と議決機関から成る。

### 議決機関
組合議会の定員は9人で、当議会の議員については、三重県議会の議員から5人が選出され、四日市市議会の議員から4人が選出される。
任期はその属する議会の議員の任期に準ずる。
議会（三重県議会選出5人・四日市市議会選出4人）
- 議会事務局

### 執行機関
三重県知事が組合の管理者を務める。
副管理者については、常勤（1人）が三重県知事および四日市市長の推薦と組合議会の同意で任ぜられ、さらに四日市市長が非常勤で務める。
管理者（三重県知事）
- 副管理者（常勤1人・非常勤1人）
  - 経営企画部
    - 経営企画課 - 企画室
    - 総務課
    - 企画課
    - 振興課
    - 経営課
    - 建設課
    - 防災営繕課
    - 検査監

- 会計管理者
  - 出納室

監査委員（三重県監査委員・四日市市監査委員）
- 監査委員事務局

## 註釈·出典
1. ↑  四日市港ポートビルの竣工に合わせて整備された
2. ↑  四日市港とSydney港の姉妹港提携20周年を記念して造られた
3. ↑  道路を挟んで設置されている霞港公園とシドニー港公園を接続する歩道橋